# Merwilla
Merwilla é um género com três espécies de plantas com flores pertencente à família Asparagaceae.

## Espécies
- Merwilla dracomontana (Hilliard & B.L.Burtt) Speta
- Merwilla lazulina (Wild) Speta
- Merwilla plumbea (Lindl.) Speta

- Merwilla dracomontana (Hilliard & B.L.Burtt) Speta SA
- Merwilla lazulina (Wild) Speta TA
- Merwilla plumbea (Lindl.) Speta